# Tomomi Okazaki
Tomomi Okazaki (岡崎朋美 (?); Kiyosato, 7 settembre 1971) è un'ex pattinatrice di velocità su ghiaccio giapponese.

## Palmarès

### Olimpiadi
- Bronzo a Nagano 1998 nei 500 metri.

### Mondiali - Distanza singola
- Bronzo a Hamar 1996 nei 500 metri.
- Bronzo a Calgary 1998 nei 500 metri.
- Bronzo a Heerenveen 1999 nei 500 metri.